# Monument Lake Park Building and Hatchery Complex
Le Monument Lake Park Building and Hatchery Complex est un district historique américain dans le comté de Las Animas, au Colorado. Composé de bâtiments construits entre 1934 et 1938 dans le style Pueblo Revival, il est inscrit au Registre national des lieux historiques depuis le 24 novembre 2014.